# Rubén III de Armenia
Rubén III (en armenio: Ռուբեն Գ; 1145-6 de mayo de 1187) fue el noveno señor armenio de Cilicia o «señor de las montañas» de 1175 a 1187.

## Biografía
Rubén era el hijo mayor de Esteban, tercer hijo de León I, señor armenio de Cilicia. Su madre fue Rita, hija de Sempad, señor de Barbaron. El padre de Rubén, que se dirigía a un banquete ofrecido por el gobernador bizantino de Cilicia, Andrónico Euforbeno, fue asesinado el 7 de febrero de 1165. Tras la muerte de su padre, Rubén vivió con su tío materno, Pagouran, señor de la fortaleza de Barbaron, que protegía el paso de las Puertas Cilicias en los montes Tauro.
Rubén tomó las riendas de Cilicia tras el asesinato de su tío paterno, Melias, que había sido asesinado por miembros de su propio círculo interno de nobles armenios el 15 de mayo de 1175. Rubén era amigo de los francos (los cruzados); por ejemplo, a fines de 1177, ayudó al conde Felipe de Alsacia y al príncipe Bohemundo III de Antioquía en el asedio ineficaz de Harenc.
En junio de 1180, Saladino, sultán de Egipto, y Kilij Arslan II, sultán de Rum se encontraron en el río Sanja y allí, aparentemente, concluyeron una alianza. Los primeros frutos de su alianza fueron una breve y exitosa campaña contra Rubén III, con el pretexto de que este había maltratado a las tribus turcomanas en sus territorios. Rubén hizo las paces con Kilij Arslan II en el mismo año. En el transcurso del año, muchos de los nobles del Principado de Antioquía que odiaban a Sibila, la tercera esposa de Bohemundo III, huyeron a la corte de Rubén.
A principios de 1181, Rubén llegó en peregrinación a Jerusalén, y allí el 4 de febrero de 1181/3 de febrero de 1182 se casó con Isabel de Torón, hija de Hunfredo III de Torón y Estefanía de Milly.
A finales de 1182, el gobernador bizantino de Cilicia, Isaac Comneno, en una revuelta contra el emperador Andrónico I Comneno, buscó la ayuda de Bohemundo III contra Rubén y admitió a sus tropas en Tarso.  Bohemundo rápidamente cambió de opinión y vendió Tarso y al gobernador a Rubén, luego se arrepintió de esto.  Isaac Comneno fue rescatado por los caballeros templarios.
En 1183, Haitón III de Lampron, aliado con Bohemundo III, comenzó hostilidades conjuntas contra Rubén. Invitaron a Rubén a Antioquía como preludio para poner fin a la rivalidad contraproducente entre las dos casas armenias, pero a su llegada fue capturado y encarcelado. Pero el hermano de Rubén, León, terminó la conquista de los hetumianos y atacó Antioquía.
La liberación de Rubén requirió el pago de un gran rescate y la sumisión de Adana y Mamista como vasallos de Antioquía; pero a su regreso a Cilicia pronto los recuperó.  Bohemundo III realizó varias incursiones, pero no logró nada más.
Rubén abdicó en favor de su hermano y se retiró al monasterio de Drazark donde murió en 1187.

## Descendencia
Por su matrimonio con Isabel de Torón, Rubén III tuvo dos hijas:
- Alicia (1182-después de 1234), se casó primero con Haitón de Sasun, después se desposaría con el conde Raimundo IV de Trípoli, y luego con Vahram de Corico.
- Felipa (1183-antes de 1219), se casó primero con Shahansha de Sasun, luego se casaría con Teodoro I Láscaris, emperador de Nicea.